# Atractus hoogmoedi
Atractus hoogmoedi là một loài rắn trong họ Colubridae. Loài này được Prudente & Passos mô tả khoa học đầu tiên năm 2010.